# 2023 par pays en Asie
2021 par pays en Asie - 2022 par pays en Asie - 2023 par pays en Asie - 2024 par pays en Asie - 2025 par pays en Asie

## Événements

### Continent et mers asiatiques
- x

### Arabie saoudite
- 10 mars : le rétablissement de relations diplomatiques avec l'Iran (rompues en 2016) est annoncé en Chine[1].
- 12 au 22 décembre : 20e édition de la Coupe du monde des clubs de la FIFA.

### Bahreïn
- x

### Bangladesh
- 13 février : Shahabuddin Chuppu (seul candidat) est élu président.
- 7 mars : une explosion au marché de Dacca tue au moins 17 personnes.

### Bhoutan
- 20 avril : élections sénatoriales.
- 30 novembre : élections législatives (1er tour).

### Birmanie
- 11 avril : au moins 100 personnes sont tuées dans une frappe aérienne de la junte dans le village de Pazigyi (canton de Kanbalu) dans la région de Sagaing, lors de la troisième attaque civile majeure depuis le début de l'offensive de la junte à Sagaing en février.
- À partir du 2 mai : le cyclone Mocha frappe la Birmanie et le Bangladesh, tuant plus de 400 personnes[2].

### Brunei
- x

### Cambodge
- 23 juillet : élections législatives.
- 26 juillet : le premier ministre Hun Sen démissionne en faveur de son fils Hun Manet.

### Corées
- 1er juin : la Corée du Sud abolit le système traditionnel d'âge Hanguk-nai et passe au système international.
- 26 décembre : catastrophe ferroviaire de Dancheon en Corée du Nord.

### Émirats arabes unis
- 7 octobre : élections législatives.
- 30 novembre au 12 décembre : Conférence de Dubaï de 2023 sur les changements climatiques (COP 28).

### Inde
- 13 au 29 janvier : Coupe du monde masculine de hockey sur gazon 2023.
- 3 au 10 mai : au moins 60 personnes sont tuées dans des violences entre groupes ethniques au Manipur[3].
- 2 juin : l'accident ferroviaire d'Odisha fait au moins 275 morts.
- 9 et 10 septembre : sommet du G20 à New Delhi.

### Indonésie
- x

### Irak
- 26 septembre : plus de 100 personnes sont tuées et plus de 150 autres sont blessées dans un incendie lors d'un mariage à Bakhdida, dans le gouvernorat de Ninive[4].
- 22 octobre : des affrontements à Makhmour font quatre morts.

### Iran
- 27 janvier : Une attaque armée contre l'ambassade d'Azerbaïdjan à Téhéran fait un mort et deux blessés.
- 10 mars : le rétablissement de relations diplomatiques avec l'Arabie saoudite (rompues en 2016) est annoncé en Chine[1].
- 29 décembre : 4 personnes sont exécutées par pendaison par le régime, après avoir été reconnues coupables de liens avec le Mossad israélien[5]

### Jordanie
- x

### Kirghizistan
- 2 octobre : le Kirghizistan et le Tadjikistan signent un accord sur la frontière séparant les deux pays[6].

### Koweït
- 6 juin : élections législatives.
- 16 décembre : mort de l'émir Nawaf al-Ahmad al-Jaber al-Sabah, Mishal al-Ahmad al-Jaber al-Sabah lui succède.

### Laos
- x

### Liban
- 19 janvier et 14 juin : suite de l'élection présidentielle.

### Malaisie
- x

### Maldives
- 9 et 30 septembre : élection présidentielle, Mohamed Muizzu est élu.

### Mongolie
- x

### Népal
- 15 janvier : 72 personnes sont tuées lorsqu'un avion s'écrase à Pokhara, dans la province de Gandaki.
- 9 mars : élection présidentielle,  Ram Chandra Poudel est élu.
- 3 novembre : dans l’ouest du pays, un séisme de magnitude 5,6 fait au moins 157 morts[7].

### Oman
- 23 février : Oman ouvre son espace aérien aux compagnies aériennes israéliennes pour la première fois. l'Israël qualifie cette décision d'historique[8].
- 29 octobre : élections législatives.

### Ouzbékistan
- 30 avril : référendum constitutionnel.
- 9 juillet : élection présidentielle, Shavkat Mirziyoyev est réélu.
- 28 septembre : explosion à l'aéroport de Tachkent.

### Qatar
- x

### Russie
- 17 mars : la Cour pénale internationale émet des mandats d'arrêt contre le président russe Vladimir Poutine et la responsable russe Maria Lvova-Belova pour l'enlèvement d'enfants en Ukraine[9].
- 10 septembre : élections infranationales dans plusieurs sujets de la fédération de Russie.

### Singapour
- 1er septembre : élection présidentielle, Tharman Shanmugaratnam est élu.

### Sri Lanka
- x

### Tadjikistan
- 2 octobre : le Kirghizistan et le Tadjikistan signent un accord sur la frontière séparant les deux pays[6].

### Taïwan
- 8 avril : la Chine lance un exercice militaire d'encerclement de Taïwan pendant trois jours[10].

### Thaïlande
- 14 mai : élections législatives.
- 22 août : Srettha Thavisin devient Premier ministre.

### Timor oriental
- 21 mai : élections législatives.

### Turkménistan
- 26 mars : élections législatives.

### Turquie
- 6 février : deux séismes, non loin de la frontière syrienne, font plus de 35 000 morts.
- 14 mai : élections législatives et élection présidentielle.
- 28 mai : élection présidentielle (2d tour), Recep Tayyip Erdoğan est réélu.
- 1er octobre : à Ankara, quelques heures avant la rentrée parlementaire turque, un attentat-suicide devant la direction générale du ministère turc de l'Intérieur provoque la mort des 2 terroristes et blesse légèrement 2 policiers[11].

### Viêt Nam
- 17 janvier : démission du président Nguyễn Xuân Phúc, impliqué dans un scandale de corruption[12].
- 2 mars : élection présidentielle, l'Assemblée nationale élit Võ Văn Thưởng comme nouveau président du pays, en remplacement de Nguyễn Xuân Phúc.
- 12 au 13 septembre : l'incendie d'un immeuble d'habitation à Hanoï fait 56 morts et 54 blessés.

### Yémen
- 19 avril : au moins 90 personnes sont tuées et 322 autres sont blessées dans un écrasement de foule à Sanaa.